# 스페이스X 드래곤

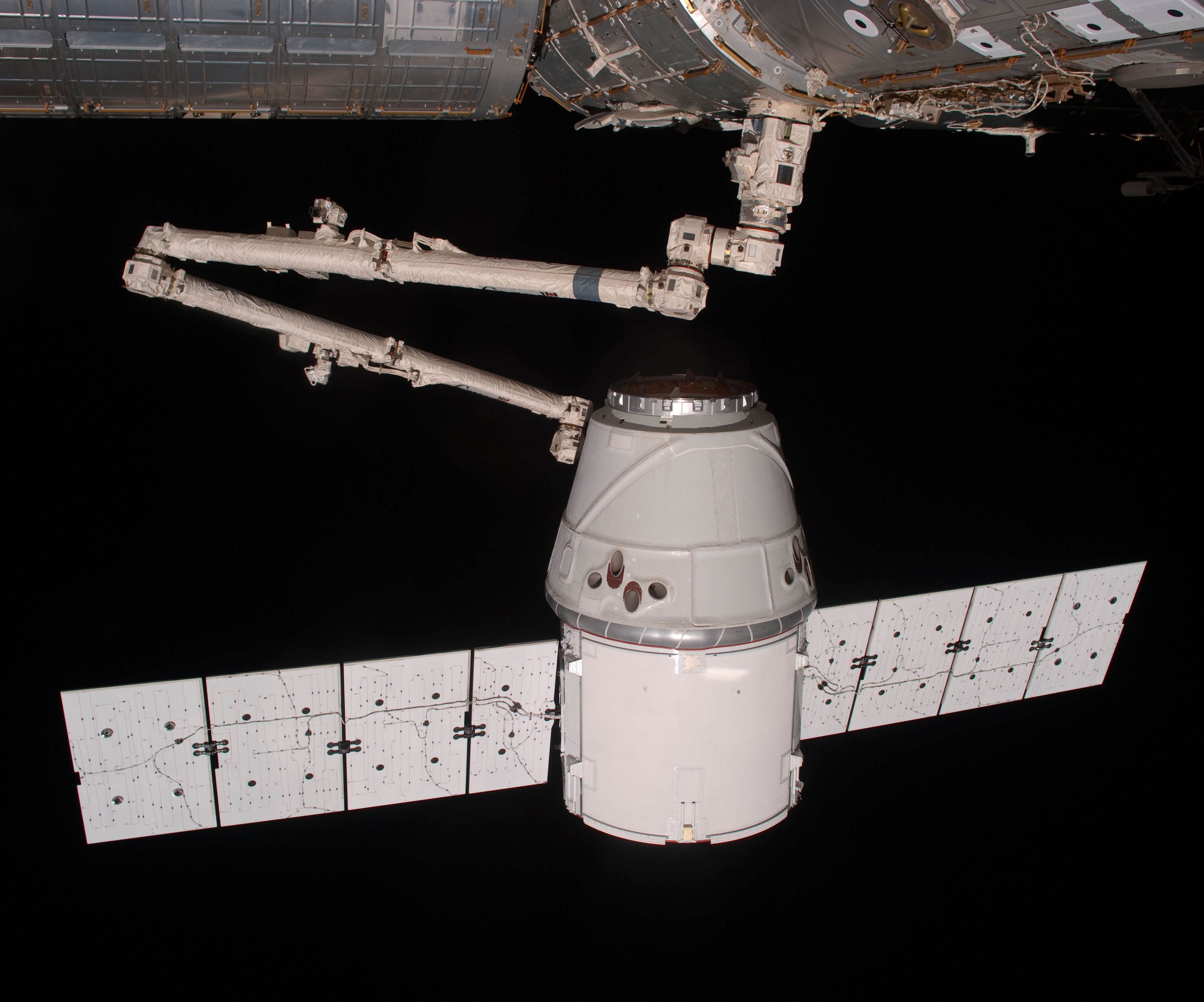
2012년 5월 22일, 무게 4.3톤의 드래곤 우주선은 최초의 ISS 랑데뷰 미션에 성공했다.

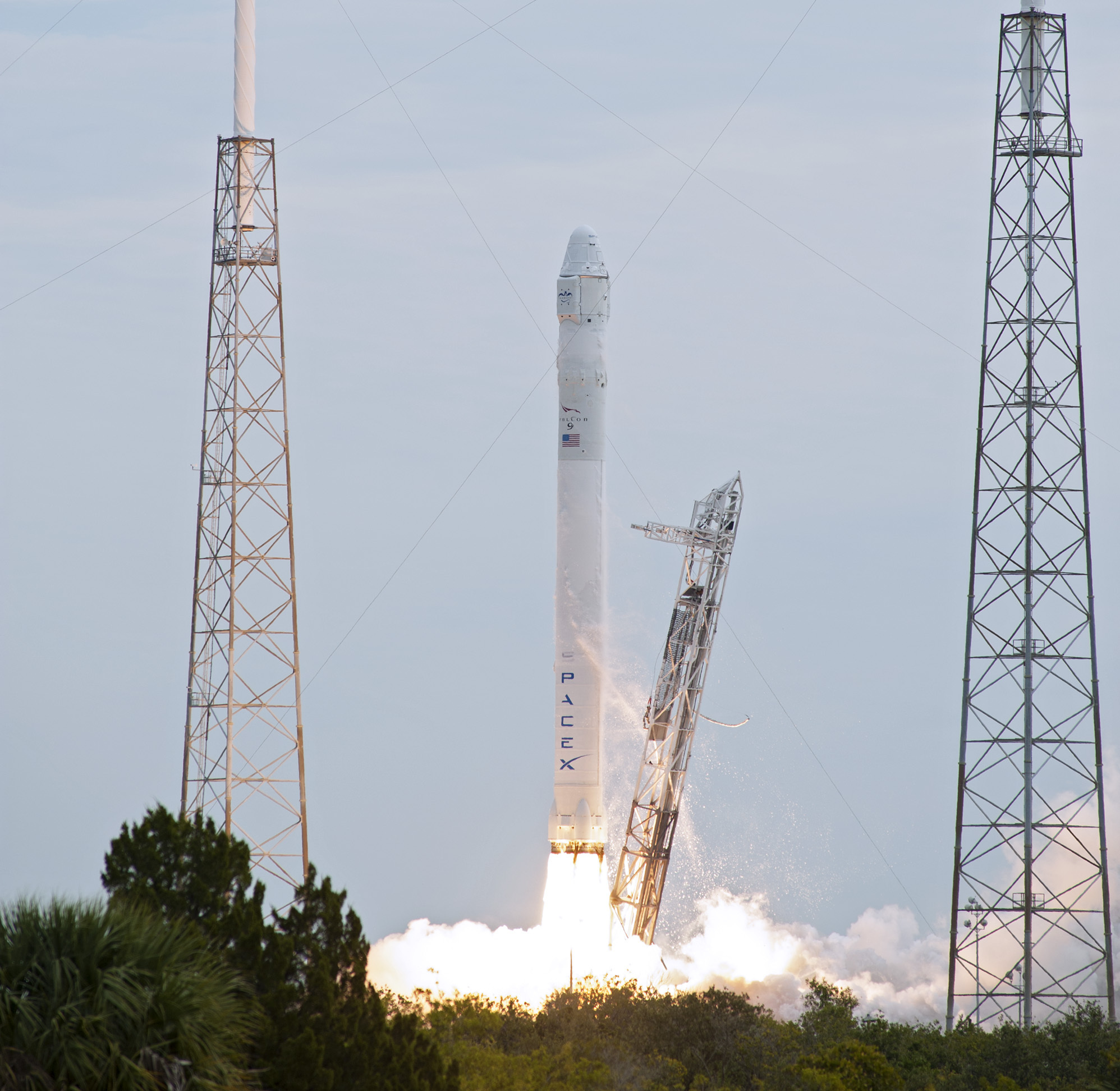
2013년 3월 1일 팰컨 9 로켓으로 발사된 드래곤 우주선은 ISS에 최초의 화물을 운반했다.

드래곤(Dragon)은 미국의 스페이스X사가 개발한 무게 4.3톤의 무인우주선이다. 유인우주선인 드래곤 2호까지 개발이 되었다.
2010년 12월 8일 미국 플로리다주 케이프커내버럴 공군기지에서 팰컨 9 로켓에 장착돼 발사된 화물운송용 우주선인 드래곤이 예정된 궤도비행을 마치고 지구로 귀환했다.
유럽의 ATV (우주선)이 5인승 유인우주선으로도 개발하려는데 비해, 스페이스X사는 7인승 유인우주선으로도 개발할 계획도 한때 밝혔다.

## 개발
2008년 12월 23일, NASA는 오비탈 사이언스와 19억 달러의 계약을 체결했다. 이 계약으로, 오비탈 사이언스는 2016년까지 8회의 시그너스 (우주선) 발사로, 최대 20톤의 화물을 국제우주정거장에 운반하게 되었다. 같은 날, NASA는 스페이스X와도 16억 달러의 계약을 체결했다. 이 계약으로, 스페이스X는 12회의 드래곤 발사로, 최소 20톤 이상의 화물을 국제우주정거장에 운반하게 되었다. 31억 달러로 계약을 확장할 수 있다는 조건을 붙였다.

## 추후 개발 방향

### 드래곤라이더
드래곤라이더는 7인승 유인 우주선으로 계획되었다. 2012년 5월 18일, 스페이스X는 드래곤라이더 1회 발사비용으로 1억 4천만 달러(1400억원)의 목표로 정했다. 7인승이기 때문에, 1인당 2천만 달러(200억원)의 비용이다. 2012년 러시아 소유즈 우주선의 1인당 발사비용 6300만 달러(630억원) 보다 3배 이상 저렴하다. 이 계획은 NASA의 지원으로 드래곤 2호(크루 드래곤)계획으로 이전되었다.

### 레드 드래곤
스페이스X는 2024년 팰컨 헤비 로켓으로 레드 드래곤 (우주선)을 발사해 2025년 화성에 인간을 착륙시킬 계획이었으나, 2019년 스타쉽 업데이트 행사를 통해 이에 관한 모든 계획은 스타쉽 계획으로 이전되었다.

## 드래곤 미션
- SpX-C1 (COTS 1), 2010년 12월 8일, 최초 드래곤 미션, 팰컨 9 2번째 발사, 미션 성공
- SpX-C2+ (COTS 2), 2012년 5월 22일, 최초의 ISS 랑데뷰, 미션 성공
- SpaceX CRS-1, 2012년 10월 8일, NASA의 최초 CRS 미션, 팰컨 9 일부 발사 실패(멀린 엔진의 유일한 실패), 그러나 드래곤의 궤도 진입에는 성공, 미션 성공
- SpaceX CRS-2, 2013년 3월 1일, 최초의 화물 운반, 드래곤 추진장치 일부 고장, 그러나 ISS 도킹에 성공, 미션 성공
- SpaceX CRS-3, 2014년 4월 18일, 미션 성공
- SpaceX CRS-8, 2016년 4월 8일, 국제우주정거장(ISS)의 상용 보급 서비스 임무를 수행.

## 같이 보기
- 드래곤 2호
- 팰컨 9
- 엘론 머스크
  - 페이팔
  - 테슬라 모터스
- 로버트 비글로(영어판)
- 프로그레스 (우주선)
- HTV
- ATV (우주선)
- 드라코 로켓엔진(영어판)